# Folmer Jensen
Folmer Jensen (8. december 1902 – 15. april 1966) var en dansk pianist.
Han blev uddannet fra Det Kgl. Danske Musikkonservatorium samt sidenhen i Paris.
Han var medlem af Radio-trioen og blev i 1929 ansat som radiopianist.
Han var højt estimeret som akkompagnatør, kammermusiker og solist.